# Röntgenfluoreszenz
Röntgenfluoreszenz (XRF, von englisch X-ray fluorescence) ist die Emission von charakteristischen sekundären (oder fluoreszierenden) Röntgenstrahlen von einem Material, das mit hochenergetischer Strahlung angeregt wurde. Das Phänomen wird in der Röntgenfluoreszenzanalyse für die Bestimmung der elementaren Zusammensetzung von Metallen, Gläsern, Keramiken und anderer Materialien genutzt.

## Grundlagen
Setzt man Materialien der Bestrahlung durch kurzwellige Röntgenstrahlung aus, werden die Komponenten durch den Ausstoß eines oder mehrerer Elektronen ionisiert. Ist die Energie der Strahlung hoch genug, werden neben den Bindungselektronen auch Elektronen aus den inneren Schalen herausgeschlagen. Dadurch wird die elektronische Struktur des Atoms instabil und Elektronen höherer Schalen fallen unter Aussendung einer für das Element charakteristischen Strahlung in die entstandene Lücke.

Physik der Röntgenfluoreszenz in einer schematischen Darstellung
Elektronenübergänge in einem Calciumatom.
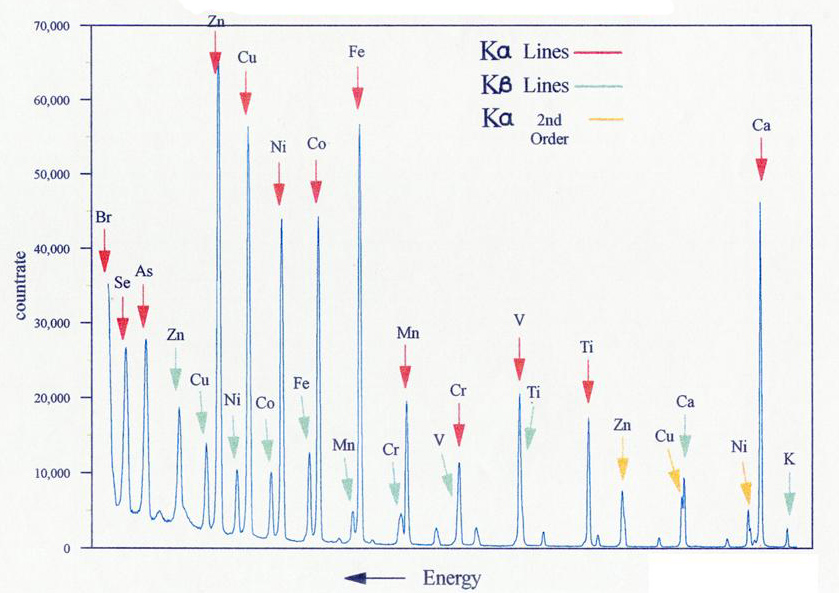
Typisches energiedispersives Röntgenfluoreszenzspektrum